# Othón P. Blanco (Quintana Roo)
Othón P. Blanco é um município do estado do Quintana Roo, no México. A população do município calculada no censo 2005 era de 219.763 habitantes.